# Akuliaruseq (città)
Akuliaruseq è un villaggio della Groenlandia di 4 abitanti (gennaio 2005). Si trova a 60°28'N 45°30'O; appartiene al comune di Kujalleq.